# 中村日出夫 (空手家)
中村 日出夫（なかむら ひでお、民族名：姜 昌秀（カン・チャンス、강 창수）、1913年6月16日 - 2013年1月8日）は、朝鮮半島出身の空手家。空手道拳道会初代会長。空手十段。

## 略歴
- 1913年6月16日 - 当時日本領だった朝鮮半島・平壌にて生を受ける。
- 1921年 - 9歳の時に、武道家だった叔父の手ほどきを受け、武道の修行を始める。
- 1926年 - 14歳で単身日本本土に渡ったのを機に、本格的に空手道を始める。
- 1930年 - 第三高等学校に入学すると同時に、武道専門学校に入学。
- 1933年 - 京都帝国大学法学部に入学し、同年、武道専門学校の空手指導員にも就任。
- 1937年 - 京都帝国大学を卒業。
- 1943年 - 大日本武徳会より六段錬士を授与される。
- 1947年 - 山梨県甲府市で建設業を営む傍ら、空手道場・修得館を設立。
- 1957年 - 山梨県空手道連盟が結成され、初代会長・専任師範に就任。
- 1968年 - 活動の拠点を山梨県から東京都に移す。
- 1983年 - 空手道拳道会を設立し、初代会長に就任。
- 1997年 - 会長職を弟子の石山圭に委ね、拳道会総師となる。以後長きに渡り、会全体の後進の指導に積極的に当たっていた。
- 2013年1月8日 - 死去[1]。99歳没。

## 人物
素手で材木を切断する『垂木切り』の演武で知られている。これは、中村の正拳突きや手刀で打たれた材木が「折られた」というよりは「切られた」ような滑らかな断面になることから名付けられた。
『木村政彦はなぜ力道山を殺さなかったのか』によれば、同じく朝鮮半島北部出身の力道山と力士時代から親交があり、力道山から朝鮮語で兄さんを意味する「ヒョンニム」と呼ばれ慕われていたという。相撲を廃業しプロレスに転向する際には空手を伝授、これが力道山の代名詞となった必殺技・空手チョップ誕生に繋がったとされる。
元極真会館全日本チャンピオンの盧山初雄は、極真会館を禁足処分となっていた時期に中村の内弟子として稽古に励んでいた。後に全日本大会で旋風を巻き起こした下段蹴り（ローキック）は、この時期に体得したものであるという。盧山は後年、著書などで折に触れて中村門下だった頃の話をしているが、当時20代で体力もピークだったにもかかわらず、既に50代だった中村に手も足も出なかったと述懐している。
61歳のとき、喉頭ガンを患った際に医師の治療を拒否し、鈎状に曲げた針金を真っ赤になるまで熱し、その焼けた針金で手探りでガンを焼き切り完治させたと『リングの魂』で紹介された。
漫画家の板垣恵介は、『グラップラー刃牙』の連載開始にあたって中村に取材を申し込み、その際に垂木切りの技を目の当たりにした。板垣はこの時の様子を著書『板垣恵介の格闘士列伝』において、「底の厚いブーツで思い切り踏みつけてようやく少し曲がるぐらいの硬い角材が、背広を着たまま準備運動もせずに放った手刀の一撃で簡単に折れた」と述懐している。板垣は2019年の別の記事では「一番分厚い手であった格闘家であり、あれを超える格闘家は相撲の朝青龍に会うまで会ったことも無かった」と語っている。
また後年、板垣が『板垣恵介の激闘達人烈伝』の執筆にあたり中村に再びインタビュー取材を申し込んだところ、再度目の前で垂木切りを披露された。同著ではこれについて「垂木の切断面が、昔よりも滑らかになっていた」「拳が角材に当たった瞬間、コッと乾いた音がしたかと思うと木が切れていた。後に専門家に問い合わせたところ『それは大きな力を持った物体が高速で貫通した時独特の現象だ。本来人間の出せるスピードではない』と説明された」と記している。
「空手に流派なし」をモットーとし、生涯自流を立ち上げず、「拳道會」という組織の結成に留まっていた。拳道という名称は、「空手の本質を拳に求め、拳の道を全うする」という意味で付けられたものである。売名行為を嫌い、生前はメディアへの露出が極端に少なかった。
2015年4月22日、北朝鮮の朝鮮中央通信が「朝鮮総連の元幹部たちの遺骨が愛国烈士陵に安置され、この中には中村日出夫の名で知られる空手家・姜昌秀も含まれている」と報道した。